# Kiláda
Kiláda ou Kiládha (grec moderne : Κοιλάδα) est un village dépendant du district municipal de Kranidi, dème d'Hermionide, dans le Péloponnèse, en Grèce. Le village est situé au bord d'une baie (baie de Kiláda), sur le golfe Argolique.
La grotte Franchthi, site préhistorique majeur de Grèce, se trouve au bord de la baie, à proximité du village.
En 2015, les ruines d'un site datant de l'âge du bronze sont retrouvés dans la baie de Kiláda.

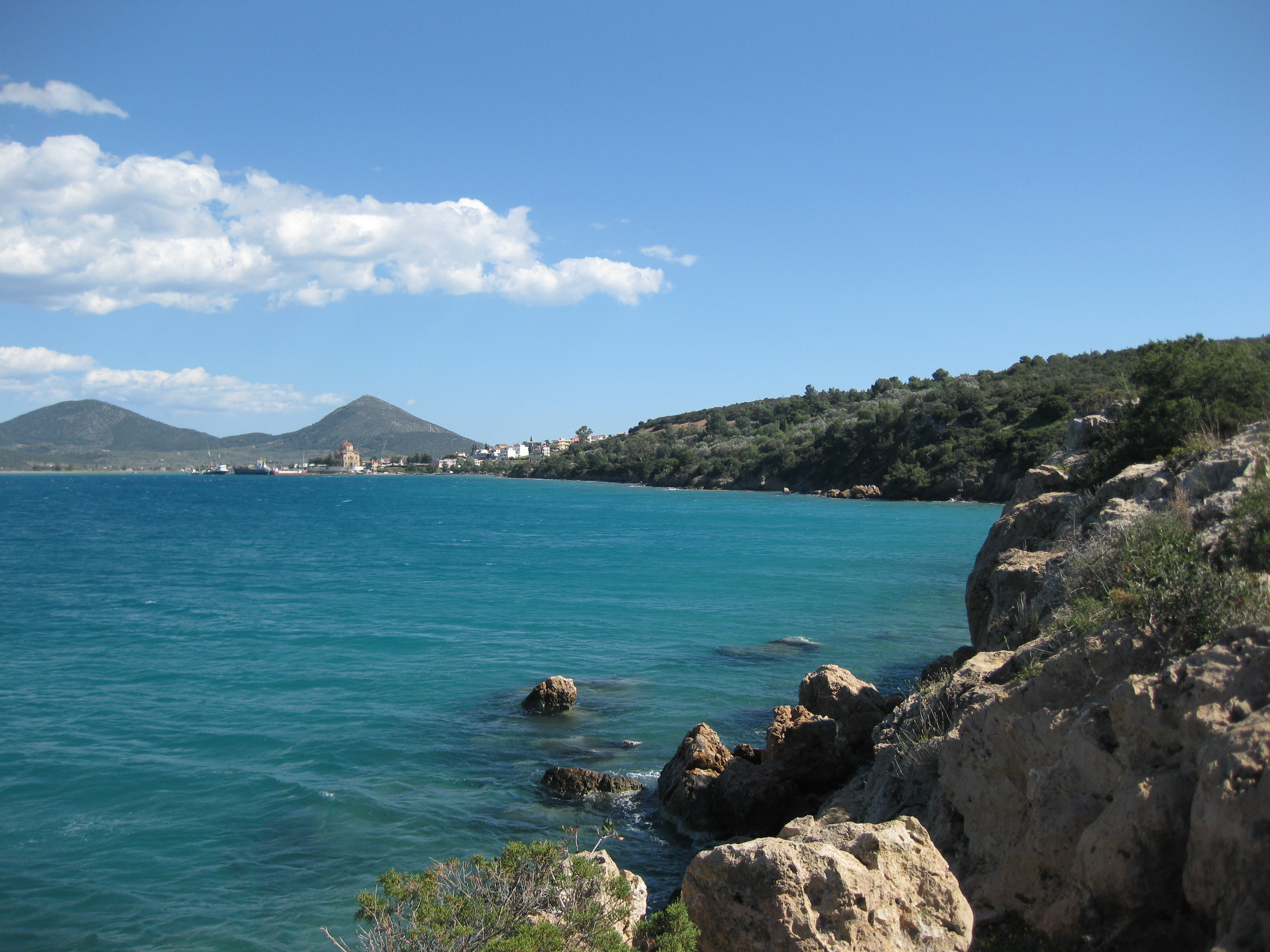
Baie de Kiláda.